# Novella Nelson
Novella Nelson (Brooklyn (New York), 17 december 1939 – aldaar, 31 augustus 2017) was een Amerikaanse actrice en zangeres.

## Carrière
Nelson begon met acteren op off-Broadway theaters, zij maakte haar debuut op Broadway in 1964 met de musical Hello, Dolly! als understudy voor de rol van mrs. Dolly Gallagher. Hierna heeft zij nog meerdere rollen gespeeld op Off-Broadway en Broadway, ook is zij actief geweest als adviseuse voor de theaterproducent.
Nelson begon in 1978 met acteren voor televisie in de film An Unmarried Woman. Hierna heeft zij nog meerdere rollen gespeeld in films en televisieseries zoals The Cotton Club (1984), Green Card (1990), 1999 (1998), Antwone Fisher (2002) en The Ten (2007)
Nelson was naast actrice ook actief als zangeres, zij heeft een album uitgebracht onder de naam Novelle Nelson. Zij was ook actief als zangeres op het podium en in cabaret-stijl.
Ze overleed op 78-jarige leeftijd aan de gevolgen van kanker. 

## Filmografie[2]

### Films
Uitgezonderd korte films.
- 2017 · You Were Never Really Here - als diner vrouw
- 2017 · Collar - als Fiona Taylor
- 2015 · Sweet Kandy - als Bernice Boyd
- 2014 · A Walk Among the Tombstones - als bibliothecaresse
- 2012 · Nancy, Please – als dr. Bannister
- 2011 · Collar – als Fiona Taylor
- 2011 · Somebody's Hero – als Maureen
- 2011 · The Inheritance – als tante Bee
- 2010 · It's Kind of a Funny Story – als de professor
- 2008 · The Toe Tactic – als Victoria Hadaway
- 2007 · The Ten – als rechter Sophia R. Jackson
- 2006 · Griffin & Phoenix – als restauranteigenaresse
- 2006 · Premium – als Jayme
- 2006 · Stephanie Daley – als dr. Peterson
- 2005 · On the One – als tante June
- 2005 · Dear Wendy - als Clarabelle
- 2004 · Birth – als Lee
- 2003 · Head of State – als bemiddelaar
- 2002 · Antwone Fisher – als mrs. Tate
- 1999 · Judy Berlin – als Carol
- 1998 · Mama Flora's Family – als Pearl
- 1998 · A Perfect Murder – as Alice Wills
- 1998 · 1999 – als de zielenknijper van Rufus
- 1997 · The Devil's Advocate – als botanische vrouw
- 1997 · White Lies – als moeder van Leon
- 1996 · Harambee! – als koningin Esther
- 1996 · The Summer of Ben Tyler – als Rosetta Tyler
- 1996 · Girl 6 – als tante van Angela
- 1996 · Manny & Lo – als Georgina
- 1995 · Mercy – als Angela
- 1995 · The Keeper – als mrs. Lemont
- 1994 · Dead Funny – als Frances
- 1993 · Weekend at Bernie's II – als Mobu
- 1993 · Daybreak – als mrs. Chaney
- 1992 · Citizen Cohn – als tweede Annie Lee Moss
- 1991 · Strictly Business – als Olivia
- 1990 · Green Card – als ongehuwde
- 1990 · The Bonfire of the Vanities – als media jakhals
- 1990 · Privilege – als Yvonne Washington
- 1989 · The Littlest Victims – als mrs. Munson
- 1987 · Orphans – als Mattie
- 1987 · Kojak: The Price of Justice – als Pearl
- 1984 · The Flamingo Kid – als Lizzy
- 1984 · He's Fired, She's Hired – als Serena Cole
- 1984 · The Cotton Club – als Madame St. Clair
- 1984 · A Doctor's Story – als mrs. Thornton
- 1979 · The Seduction of Joe Tynan – als Carla Willis
- 1978 · An Unmarried Woman – als Jean

### Televisieseries
Uitgezonderd eenmalige gastrollen.
- 2008 · Army Wives – als Vivian Burton – 2 afl.
- 2007 · The Starter Wife – als Nana – 6 afl.
- 2004 · The West Wing – als Gail Fitzwallace – 2 afl.
- 1983 · Chiefs – als Nellie Cole – 2 afl.

## Theaterwerk opBroadway[3]
- 1995 · Having Our Say – als dr. Bessie Delany
- 1991 · Mule Bone – als ??
- 1981 · The Little Foxes – als Addie
- 1977 · Caeser and Cleopatra – als Ftatateeta
- 1975–1990 · A Chorus Line – als adviseuse van de producent
- 1975 · A Doll's House – als adviseuse van de producent
- 1974 · What the Wine-Sellers Buy – als adviseuse van de producent
- 1973–1974 · The au Pair Man – als adviseuse van de producent
- 1972–1974 · That Championship Season – als adviseuse van de producent
- 1970–1971 · Purlie – als Missy
- 1964–1970 · Hello, Dolly! – als mrs. Dolly Galagher (understudy)

- Bibliothèque nationale de France: cb17143060q (data)
- Gemeinsame Normdatei: 1062448995
- International Standard Name Identifier: 0000 0000 3595 0445
- Library of Congress Control Number: n97061721
- Nationale Bibliotheek van Tsjechië: xx0181635
- SNAC: w6p0136b
- Virtual International Authority File: 46048608
- WorldCat: E39PBJcR68wxtRD9DvdjHvmTpP